# Matej Kaziyski
Matej Kaziyski (Матей Казийски) est un joueur bulgare de volley-ball né le 23 septembre 1984 à Sofia. Il mesure 2,03 m et joue réceptionneur-attaquant. Il totalise 87 sélections en équipe de Bulgarie.

## Clubs
| Club                | Pays     | De-À      |
| ------------------- | -------- | --------- |
| Slavia Sofia        | Bulgarie | 1995-2002 |
| Neftochimic Bourgas | Bulgarie | 2002-2004 |
| Slavia Sofia        | Bulgarie | 2004-2005 |
| Dynamo Moscou       | Russie   | 2005-2007 |
| Trentino Volley     | Italie   | 2007-2013 |
| Halkbank Ankara     | Turquie  | 2013-2014 |
| Trentino Volley     | Italie   | 2014-     |

## Palmarès
- Ligue des champions (3)
  - Vainqueur : 2009, 2010, 2011
- Championnat d'Italie (1)
  - Vainqueur : 2008
  - Finaliste : 2009
- Championnat de Russie (1)
  - Vainqueur : 2006
  - Finaliste : 2007
- Coupe de Russie (1)
  - Vainqueur : 2007
- Coupe de Bulgarie (1)
  - Vainqueur : 2004